# Costa del Sol Oriental

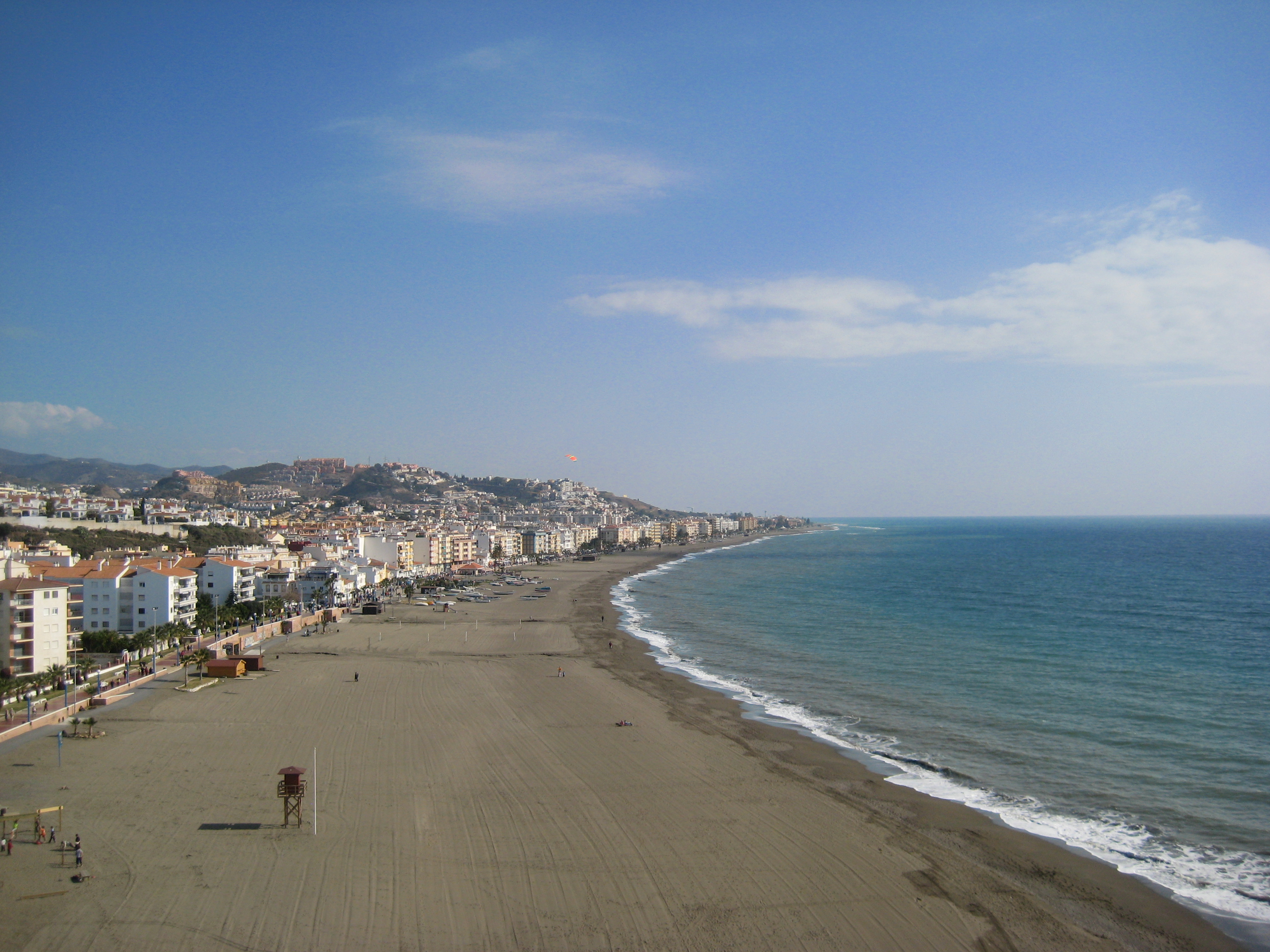
Playa de Rincón de la Victoria.

Se conoce como Costa del Sol Oriental al sector de la Costa del Sol situado al este de la ciudad de Málaga (Andalucía, España). En concreto, conforma la Costa del Sol Oriental el litoral de los municipios de Rincón de la Victoria, Vélez-Málaga, Algarrobo, Torrox y Nerja. Al contrario de lo que sucede con la Costa del Sol Occidental, los municipios del sector oriental no constituyen una comarca, sino que están integrados en la comarca de la Axarquía junto con otros municipios del interior de la provincia de Málaga.

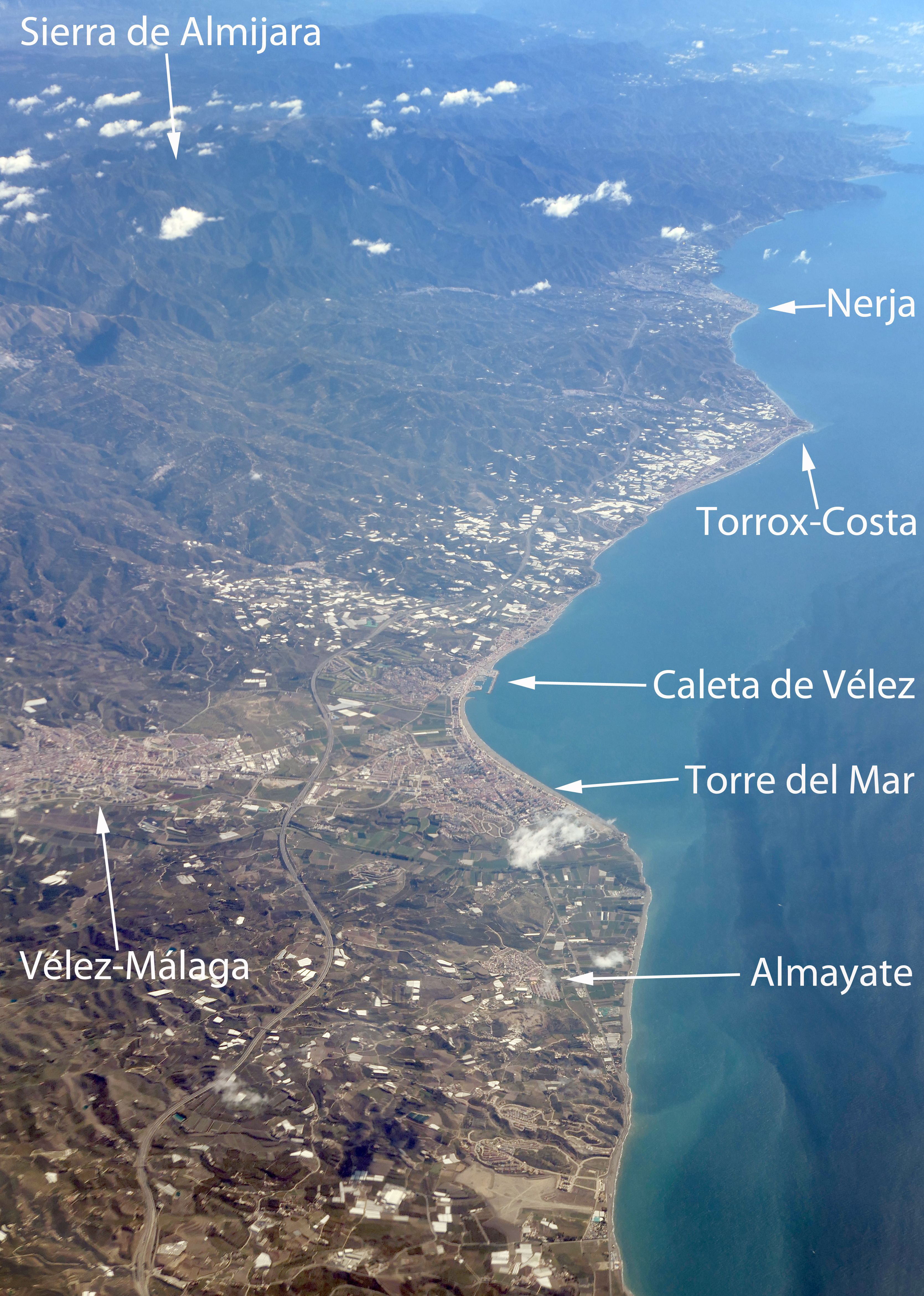

La Costa del Sol Oriental tiene una extensión total 327,99 km². Se encuentra al este de la provincia de Málaga, limita al oeste con el municipio de Málaga y al este con el de Almuñécar (provincia de Granada), al sur se encuentra el mar Mediterráneo y al norte limita con un conjunto de pequeños municipios montañosos.
La Costa del Sol Oriental posee 173.591 habitantes en 2019. El municipio de Vélez-Málaga es el principal, con 81.643 vecinos, casi el 50% del total. 
Este espacio se caracteriza por la presencia de pequeños llanos costeros, formados por las ramblas y cortos ríos que bajan de la montaña cercana. El valle del río Vélez es la zona llana más amplia y abre la costa hacia el interior. La montaña está presente en toda la costa, va tomando altura de oeste a este, culminando en la sierra de Almijara, cuyo pico más alto, La Maroma, posee una altura de más de 2.000 metros. La agricultura de regadío tiene gran importancia como actividad económica, el secano sufre un progresivo abandono. El turismo es otra de las actividades principales; se basa en la oferta de apartamentos y urbanizaciones, excepto en Nerja que tiene más peso la oferta hotelera. Rincón de la Victoria se ha especializado en la construcción de vivienda residencial para la población de Málaga. La industria está poco desarrollada. La principal vía de comunicación es la Autovía del Mediterráneo que junto con la N-340 recorren toda la Costa y dan servicio a todas las poblaciones. Las comunicaciones hacia el interior no son tan buenas. La terminación de la Autovía del Mediterráneo ha acelerado el acercamiento y la integración de la Costa Oriental en el Área Metropolitana de Málaga.